# Teobaldo Power

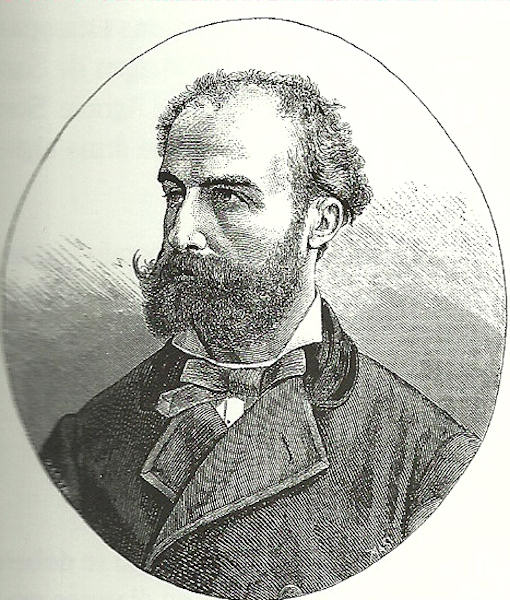
Teobaldo Power

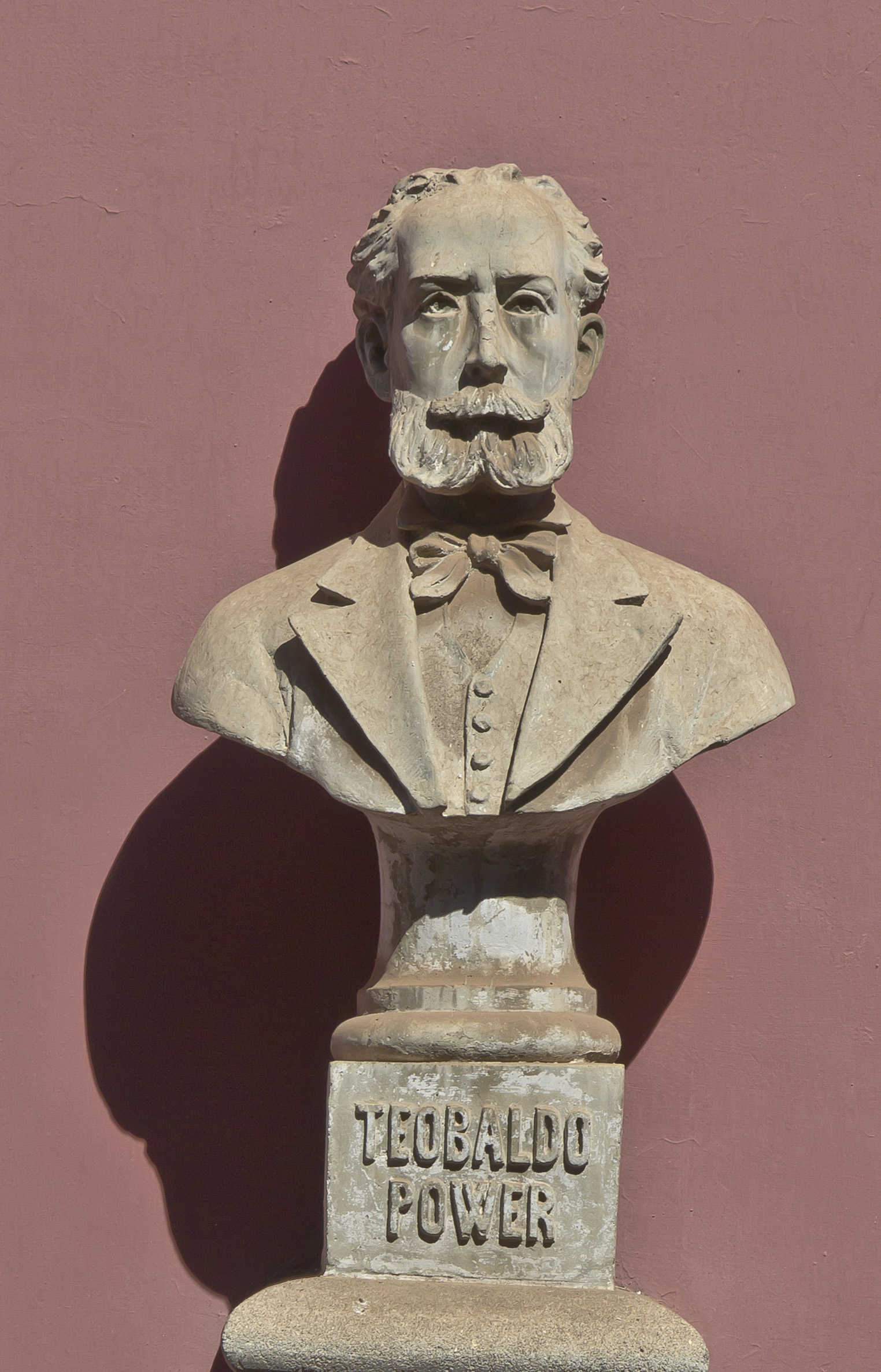
Porträtbüste am Museo de Bellas Artes in Santa Cruz de Tenerife

Teobaldo Power y Lugo-Viña (* 6. Januar 1848 in Santa Cruz de Tenerife; † 16. Mai 1884 in Madrid) war ein spanischer Komponist, Pianist und Musikpädagoge. In Powers Heimat, auf den Kanarischen Inseln, gelten insbesondere seine Cantos Canarios über die Generationen hinweg als zentrales Symbol der kulturellen Identität. Seine Variation der Volksweise Arrorró wurde 2003 als Melodie der kanarischen Hymne ausersehen.

## Leben
Teobaldo Power kam 1848 in einem Haus an der Plaza de la Candelaria in Santa Cruz de Tenerife als zweites Kind von Bartolomé Power und Margarita Lugo-Viña zu Welt. Sein Vater, ein Beamter im Dienste des Gobierno Civil, entstammte einer Familie irischer Kaufleute, die sich im 17. oder 18. Jahrhundert auf Teneriffa niedergelassen hatte. Als Amateurmusiker mit einer Vorliebe für das Klavier erkannte er die musikalische Begabung seines Sohnes und erteilte ihm ab dem Alter von sechs Jahren Musikunterricht. Schon im Kindesalter begann Teobaldo Power mit der Komposition eigener Klavierstücke. 1858, als Zehnjähriger, schrieb er die Polka mazurca, die in lokalen Zeitungen anerkennende Erwähnung fand. Sein Debüt als Pianist hatte er im August desselben Jahres, im Rahmen einer Soirée des Malers Nicolás Alfaro, mit Stücken von Sigismund Thalberg, Alexandre Goria und Henri Rosellen. Publikum und Presse zeigten sich von der gefühlvollen und zugleich technisch anspruchsvollen Darbietung beeindruckt.
Kurze Zeit später wurde Bartolomé Power nach Katalonien versetzt. Sein Sohn begleitete ihn. Nach einem ersten Auftritt in Barcelona im November 1858 nahm der junge Künstler die Gelegenheit wahr, in Madrid ein Gastspiel vor Francisco de Paula de Borbón, einem Mitglied der spanischen Königsfamilie, zu geben. Es folgte eine Reihe von Darbietungen in der spanischen Hauptstadt, unter anderem vor Professoren der Escuela Nacional de Música y Declamación. In der musikinteressierten Öffentlichkeit galt er als Wunderkind. 1860/1861 erhielt er in Barcelona Unterricht in Harmonie- und Kompositionslehre von Gabriel Balart. Ein staatliches Stipendium ermöglichte es ihm schließlich, von 1862 bis 1866 eine Ausbildung am Pariser Konservatorium zu absolvieren.
Nach Abschluss des Studiums unternahm Power eine ausgedehnte Konzertreise, die ihn 1868 unter anderem nach Kuba führte. Nach einem erneuten Aufenthalt in Paris verlegte er seinen Lebensmittelpunkt 1870 nach Madrid. Im Laufe weiterer Konzertreisen verschlechterte sich sein Gesundheitszustand zusehends, so dass er sich 1880 für zwei Jahre auf seine Heimatinsel Teneriffa zurückzog. Von traditionellen kanarischen Volksweisen inspiriert, komponierte er dort das Orchesterwerk Cantos Canarios. 1882 kehrte er nach Madrid zurück, wo er als Musikpädagoge am Konservatorium sowie als zweiter Organist der Capilla Real wirkte.
Am 16. Mai 1884 starb Teobaldo Power im Alter von 36 Jahren an den Folgen einer Lungentuberkulose und wurde in Madrid beigesetzt. 1923 wurden seine sterblichen Überreste nach Teneriffa überführt und in einer Seitenkapelle der Pfarrkirche Nuestra Señora de la Concepción in Santa Cruz de Tenerife bestattet.
Auf den Kanarische Inseln gilt Teobaldo Powers Musik über die Generationen hinweg als zentrales Symbol der kulturellen Identität. Zahlreiche Straßen und Schulen sind nach ihm benannt. Ein mit Arrorró betiteltes Stück aus seinem Orchesterwerk Cantos Canarios ist seit 2003 die Melodie der offiziellen Hymne der autonomen Gemeinschaft der Kanarischen Inseln.

## Werke (Auswahl)
Oper
- A Normand, Normand et demi

Orchester
- La Aurora
- Cantos Canarios
- Polaca de concierto
- Sinfonía en do menor

Piano
- Grand sonate
- Cantos Canarios
- Polaca de concierto
- Canción española
- Vals de bravura
- Vals brillante
- Doce estudios artísticos
- Tanganillo